# Do utraty tchu
Do utraty tchu (fr. À bout de souffle) – francuski czarno-biały film fabularny wyprodukowany w 1960 i wyreżyserowany przez Jeana-Luca Godarda, który był także współautorem (obok François Truffauta) jego scenariusza.

## O filmie
Debiutancki film Godarda jest jednym z najważniejszych dzieł francuskiej nowej fali. Reżyser opowiada w nim prostą, wzorowaną na amerykańskim film noir historię (w jednej ze scen Michel nieprzypadkowo „rozmawia” z plakatem Humphreya Bogarta), jednak przedstawia ją w nowy sposób: film został zrealizowany w naturalnych plenerach (m.in. na Avenue des Champs-Élysées), kręcono go kamerą z ręki, a poszczególne sceny były w znacznej mierze improwizowane. W Do utraty tchu zauważalne są także inne reguły nowej fali – takie, jak swobodna konstrukcja dramaturgiczna czy niekierowanie się zdrowym rozsądkiem przy motywowaniu działań bohaterów: postępują oni nieracjonalnie, kierują się uczuciami i pragnieniami.
W 1983 roku nakręcono amerykański remake tego filmu, zatytułowany Breathless (tytuł polski: Do utraty tchu), z Richardem Gere'em i Valérie Kaprisky w rolach głównych.

## Fabuła
Michel Poiccard (Jean-Paul Belmondo) kradnie w Marsylii samochód i rusza nim do Paryża. W pobliżu miasta wpada na policyjny patrol, w czasie ucieczki strzela (ze znalezionego w samochodowym schowku rewolweru) do jednego z policjantów. W stolicy Francji próbuje odzyskać od kumpla pożyczone pieniądze, romansuje z Patricią (Jean Seberg), amerykańską studentką Sorbony, i ukrywa się przed ścigającą go za morderstwo policją. Nieskutecznie – zostaje wydany przez Patricię.

## Obsada
- Jean-Paul Belmondo – Michel Poiccard
- Jean Seberg – Patricia Franchini
- Daniel Boulanger – inspektor Vital
- Henri-Jacques Huet – Antonio Berruti
- Roger Hanin – Carl Zumbach
- Van Doude – Van Doude
- Liliane David – Lilane

## Nagrody
Na Festiwalu Filmowym w Berlinie w 1960 Godard został uhonorowany nagrodą dla reżysera.